# She Makes Me Go
«She Makes Me Go» (с англ. — «Она меня заводит») — сингл ирано-шведского исполнителя Араша и ямайского рэпера Шона Пола, выпущенный с четвёртого студийного альбома Superman, который вышел в ноябре 2014 года.

Первоначально песня была выпущена 17 сентября 2012 года на лейбле EMI Music Sweden. Она была переиздана 15 февраля 2013 года на европейских рынках, включая Германию, Австрию, Францию и Швейцарию, на лейбле Universal Music. Музыка и аранжировка песни являются адаптацией хита ICE MC «Think About the Way».

## Адаптация песни
Значительная часть песни взята из более раннего хита 1994 года, написанного итальянским певцом, автором песен и музыкальным продюсером Роберто Дзанетти (также известным как Savage и Robyx) и исполненного британским хип-хаус/евродэнс-исполнителем ICE MC под названием Think About the Way.  В танцевальном хите ICE MC на вокале выступила Алексия. В новом релизе хит Араша также заимствует запоминающуюся фразу «Bom Digi Digi Bom».
Предыдущая песня стала международным хитом для ICE MC (настоящее имя Иэн Кэмпбелл), вошла в топ-10 в Бельгии, Италии и Швейцарии, в топ-20 во Франции, Германии, Нидерландах и Швеции и заняла 38-е место в британском чарте Top 40.
В 2012 году песня была адаптирована и перезаписана в ещё одной версии немецкой танцевальной группой Groove Coverage с участием Rameez. Эта версия была популярна на танцевальных площадках и стала небольшим хитом в Германии, заняв 54-е место в немецких чартах Media Control AG.

## Клип
Музыкальное видео на этот сингл было выпущено 11 декабря 2012 года.  Режиссёром клипа стал Фредрик Боклунд, а съёмки проходили в Атланте, штат Джорджия компанией Radiant3. В клипе Араш и Шон Пол веселятся на вечеринке у бассейна, где танцует много девушек. Также в клипе много сцен, снятых в роскошном доме, где ранее проходили съёмки американского комедийного фильма ужасов 2009 года «Зомбилэнд».

## Список композиций
Digital download
1. «She Makes Me Go (Radio)» — 2:59
2. «She Makes Me Go (Mike Candys Remix)» — 4:43
3. «She Makes Me Go (Extended)» — 4:35
4. «She Makes Me Go (Garmiani Remix)» — 5:07

## Коллаборация
Во время вручения премии MAD Music Awards в 2013 году Араш исполнил многоязычную версию песни в живом исполнении в дуэте с греческим певцом Стэном, который добавил греческий язык.

## Чарты

### Недельные чарты
| Чарт (2012—2013)                           | Высшая позиция |
| ------------------------------------------ | -------------- |
| Австрия (Ö3 Austria Top 40)                | 8              |
| Бельгия/Фландрия (Ultratip Bubbling Under) | 3              |
| Бельгия/Валлония (Ultratop 50)             | 24             |
| Чехия (Rádio — Top 100)                    | 12             |
| Финляндия (Suomen virallinen lista)        | 11             |
| Франция (SNEP)                             | 16             |
| Германия (GfK)                             | 5              |
| Greece Digital Songs (Billboard)           | 8              |
| Hungary (Editors' Choice Top 40)           | 17             |
| Нидерланды (Dutch Top 40 Tipparade)        | 20             |
| Польша (Dance Top 50)                      | 4              |
| Задан неверный чарт Russiaradio            | 31             |
| Словакия (Rádio — Top 100)                 | 3              |
| Швеция (Sverigetopplistan)                 | 55             |
| Швейцария (Schweizer Hitparade)            | 13             |
| Швейцария (Media Control Romandy)          | 18             |
| Задан неверный чарт Ukraineradio           | 26             |

### Годовые чарты
| Чарт (2013)                     | Позиция |
| ------------------------------- | ------- |
| Австрия (Ö3 Austria Top 40)     | 53      |
| Бельгия (Ultratop Wallonia)     | 98      |
| Германия (Media Control AG)     | 49      |
| Швейцария (Schweizer Hitparade) | 55      |
| Ukraine Airplay (TopHit)        | 136     |

## Сертификация
| Регион                                                      | Сертификация | Продажи  |
| ----------------------------------------------------------- | ------------ | -------- |
| Германия (BVMI)                                             | Золотой      | 150 000^ |
| Швейцария (IFPI Switzerland)                                | Золотой      | 15 000^  |
| ^ Данные о тиражах приведены только на основе сертификации. |              |          |

## Даты выхода
| Страна        | Дата             | Формат            | Лейбл            |
| ------------- | ---------------- | ----------------- | ---------------- |
| По всему миру | 17 сентября 2012 | Цифровая загрузка | EMI Music Sweden |
| Германия      | 15 февраля 2013  | Цифровая загрузка | Universal Music  |